# No Flex Zone
No Flex Zone è un brano del duo hip hop statunitense Rae Sremmurd, primo singolo estratto dal loro album di debutto SremmLife. Il singolo debutta al 36º posto nella classifica Billboard Hot 100. Il video musicale del singolo, è stato pubblicato l'11 agosto 2014. La canzone è stata certificata disco di platino dalla RIAA, per aver venduto oltre 1 milione di copie.

## Il video
L'11 agosto 2014, è stato pubblicato il video ufficiale. Il video descrive il duo che si diverte ad un party.